# Villa Cariño (película)
Villa Cariño es una película de Argentina dirigida por Julio Saraceni según el guion de Ángel Marini que se estrenó el 31 de agosto de 1967 y que tuvo como protagonistas a Roberto Airaldi, Juan Carlos Altavista, Mariano Bauzá y Nelly Beltrán. Fue filmada en escenarios naturales.

## Sinopsis
Historias desconectadas entre sí protagonizadas por parejas que concurren a la zona del bosque de Palermo en la ciudad de Buenos Aires cuyo nombre popular era el título de la película.

## Reparto por orden alfabético
- Roberto Airaldi
- Juan Carlos Altavista
- Mariano Bauzá
- Nelly Beltrán
- Thelma Biral
- Susana Brunetti
- Dorita Burgos
- Ana María "Cachito"
- Susana Campos
- Cristina del Valle
- Hellen Grant
- Carlos López Monet
- Gilda Lousek
- Aída Luz
- Atilio Marinelli
- Elida Marletta
- Osvaldo Pacheco
- Don Pelele
- Nathán Pinzón
- Jorge Porcel
- Raúl Rossi
- Eduardo Rudy
- Enzo Viena
- Darío Víttori
- Los Wawancó

## Comentarios
Crónica dijo del filme:

”Un asainetado espectáculo con varias historias inconexas y sin relación entre sí, urdidas para provocar la risa fácil”.

Clarín la consideró:

”Animada y muy jocosa comedia”.

Manrupe y Portela escriben:

”…con muchos actores, poca originalidad y bastante éxito”.